# Zabrdo (Železniki, Slovenija)
Zabrdo je naselje u slovenskoj Općini Železniku. Zabrdo se nalazi u pokrajini Gorenjskoj i statističkoj regiji Gorenjskoj. 

## Stanovništvo
Prema popisu stanovništva iz 2002. godine naselje je imalo 4 stanovnika.